# Octahedron (álbum)
Octahedron é o quinto álbum de estúdio da banda americana de rock progressivo, The Mars Volta, lançado em 23 de junho de 2009 pela Warner Bros. Records na América do Norte e Mercury Records no resto do mundo. É o último álbum de estúdio com o baterista, Thomas Pridgen, e o guitarrista John Frusciante, e o primeiro que não tem o tecladista Isaiah "Ikey" Owens.

## Faixas
1		Since We’ve Been Wrong			7:21

2		Teflon			5:05

3		Halo of Nembutals			5:31

4		With Twilight as My Guide			7:53

5		Cotopaxi			3:39

6		Desperate Graves			4:57

7		Copernicus			7:23

8		Luciforms			8:23

## Equipe

### The Mars Volta
- Omar Rodríguez-López – guitarra, sintetizadores, máquina de ritmos (7), direção, arranjos
- Cedric Bixler-Zavala – vocais, letras
- John Frusciante – guitarra
- Juan Alderete – baixo
- Thomas Pridgen – bateria
- Marcel Rodríguez-López – teclado, sintetizadores, mellotron, percussão

### Músicos adicionais
- Mark Aanderud – piano
- Jeremy Michael Ward - introdução (3)

### Equipe de gravação
- Omar Rodríguez-López - produtor, engenheiro de gravação
- Isaiah Abolin - engenheiro
- Lars Stalfors - engenheiro
- Shaun Sullivan - engenheiro
- Rich Costey - mixagem
- Noah Goldstein - assistente de mixagem
- Lee Foster - assistente de mixagem
- Howie Weinberg - masterização

### Arte
- Jeff Jordan
- Sonny Kay – layout e design